# Tjocknäbbad lärka
Tjocknäbbad lärka (Ramphocoris clotbey) är en fågel i familjen lärkor inom ordningen tättingar. Den förekommer i öknar i Nordafrika och Mellanöstern. Beståndet anses vara livskraftigt.

## Kännetecken

### Utseende
Tjocknäbbad lärka är med en kroppslängd på 17–18 centimeter en stor lärka, lätt igenkänningsbar med en karakteristisk mycket grov näbb. I flykten syns mörk vingundersida och en bred vit bakkant på vingen.
Hanen är svart på sidan av huvudet med tydliga vita fläckar, tätt svartfläckig undersia och blågråvit näbb. Huvudsidan på honan är mer begränsat gråsvart med färre vita fläckar, undersidan inte lika streckad och näbben mer benvit. Vintertid döljer ljusa bräm delar av de mörkare partierna.

### Läten
Tjocknäbbad lärka sjunger en rask kvittrig serie som levereras från sittplats eller från en hög sångflykt som avslutas med att fågeln faller ner i sicksack. Locklätena är rullande och uppåtkrökt zrrroyh eller visslande tsu-ii?.

## Utbredning
Arten förekommer i stenöken från nordvästra Afrika till Jordanien och nordvästra Arabiska halvön, Vissa populationer är stannfåglar medan andra sprider sig, i Mellanöstern vintertid till centrala och södra Arabiska halvön. Tillfälligt har den setts i Israel och Kuwait där den även har häckat, men även i Oman, Syrien och Jemen.

## Systematik
Tjocknäbbad lärka placerades ursprungligen i släktet Melanocorypha, men placeras numera som ensam art i släktet Ramphocoris. DNA-studier visar att dess närmaste släktingar istället är ökenlärkorna i Ammomanes. Den behandlas som monotypisk, det vill säga att den inte delas in i några underarter.

## Levnadssätt
Fågeln häckar i öppen och karg terräng som kanten av öknar med regnfall mindre än 200 mm om året. Den lever av frön, ryggradslösa djur och växtmaterial. Den lägger ägg mellan februari och maj.

## Status och hot
Arten har ett relativt litet och fläckvist utbredningsområde som är dåligt känt. Populationsutvecklingen tros dock vara stabil. Utifrån dessa kriterier kategoriserar IUCN arten som livskraftig (LC).

## Namn
Fågelns vetenskapliga artnamn hedrar den franske läkaren Antoine Clot (1793-1868), verksam som chefskirurg för Muhammed Ali av Egypten samt grundare av sjukhus och läkarskolor. För hans bidrag under en koleraepidemi gavs han 1832 den ottomanska furstetiteln bej (eller bey).